# Mỹ Sơn
A Mỹ Sơn (kiejtése: mi szan) elhagyott és részben romba dőlt hindu templomok együttese Vietnám középső részén. A templomokat az időszámítás szerinti 4. és 14. század között az egykori Champa Királyság (占城 Chiêm Thành) uralkodói építtették és Siva istennek szentelték, akinek több más, helyi neve is ismert, közülük a legfontosabb Bhadresvara.
1999-ben az UNESCO kulturális világörökségi listájára került azzal az indoklással, hogy Mỹ Sơn templomvárosa az indiai szubkontinens hindu építészetének Délkelet-Ázsiára tett befolyását jelképezi, és a kultúrák keveredésének kivételes példája (II. kritérium). Ezen kívül a Champa Királyság fontos része volt Délkelet-Ázsia politikai és kulturális történetének, amit szemléletesen igazolnak Mỹ Sơn romjai is (III. kritérium).
Mỹ Sơn a Quảng Nam nevű megyében, a Duy Xuyên közigazgatási területen, a Duy Phú nevű település közelében, kb. 10 kilométerre Trà Kiệu történelmi városától található. A templomok egy völgyben kb. két kilométeres szélességben elszórva helyezkednek el; két hegylánc határolja őket.
A 2. és 3. századtól alakult ki Vietnám partjainál a Cham-kultúra. Kultúrájára az erős indiai hatás jellemző, ami különösen a hindu hit átvételében (Siva hindu isten tisztelete) és a művészetben nyilvánul meg. A 4. és 14. század között a völgy, ahol Mỹ Sơn található, vallási szertartások helyszíne volt az uralkodó Champa-dinasztia királyai számára, valamint a királyi család tagjainak és nemzeti hősök temetkezési helyeként szolgált. Akkoriban a terület több mint 70 templomnak adott helyet és számos síroszlopon történelmileg fontos szanszkrit és cham feliratok voltak.
1969-ben a vietnámi háború során amerikai repülők bombázták a területet: szétrombolták a 24 méter magas, oroszlán és elefánt szobrokkal díszített központi főépület tornyát és súlyos károkat okoztak a 20. század elején az École française d'Extrême-Orient régészei által feljegyzett hetven templom közül ötvenben. Az épületek újjáépítése különösen nehéz, mivel a chamok fuga nélküli építkezési módját még nem sikerült reprodukálni, de a habarcs használata kedvez a mohának, ami csúnyán benövi az épületeket.

## Fordítás
- Ez a szócikk részben vagy egészben a My Son című angol Wikipédia-szócikk fordításán alapul.  Az eredeti cikk szerkesztőit annak laptörténete sorolja fel. Ez a jelzés csupán a megfogalmazás eredetét és a szerzői jogokat jelzi, nem szolgál a cikkben szereplő információk forrásmegjelöléseként.